# Čaušli
Čaušli (makedonsky: Чаушли, turecky: Çauşli) je vysídlená vesnice v Severní Makedonii. Nachází se v opštině Dojran v Jihovýchodním regionu.

## Geografie
Vesnice se nachází na severním svahu hory Boska v severozápadní části opštiny Dojran. Leží v nadmořské výšce 410 metr a její katastr má rozlohu 4,4 km2. U vesnice pramení řeka Čaušliška, která tudy protéká a byla zdrojem místní pitné vody.

## Historie a demografie
V 19. století byla vesnice Čaušli ryze tureckou vesnicí. Podle záznamů z roku 1835 zde bylo 35 domácností a žilo zde 64 muslimů. Podle statistiky Vasila Kančova z roku 1900 zde žilo 175 obyvatel turecké národnosti.
V roce 1916 zde byl pohřben bulharský pedagog a sociální vědec švýcarského původu, Louis Ayer. Ten zde padl jako voják v bitvě u Dojranu během Balkánské války.
V období před druhou světovou válkou došlo k velkému úbytku obyvatelstva, které odcházelo především do Turecka, či do větších měst za prací. V roce 1971 klesl počet obyvatel na pouhých 8. Během desetiletí byla vesnice vysídlena celá.
Poslední sčítání lidu v Makedonii proběhlo v roce 2021, kdy bylo znovu potvrzeno, že vesnice nemá žádné obyvatele.